# Молода Вікторія
Молода Вікторія (англ. The Young Victoria) — фільм 2009 року, заснований на подіях про сходження на престол і раннє правління королеви Великої Британії Вікторії та її шлюб з принцом Альбертом. Режисер фільму Джин-Марк Валлі, сценарист Джуліан Феллоуз , у головних ролях Емілі Блант, Руперт Френд, Міранда Річардсон та Джим Броудбент. Продюсери фільму Грехем Кінг, Мартін Скорсезе, Сара, герцогиня Йоркська і Тім Хедінгтон. Світова прем'єра відбулася в Електрік Пелесі у Брідпорті, графстві Дорсет, що у південно-західній Англії, Велика Британія. У Велиобританії фільм вийшов на великі екрани 6 березня 2009 року, а в Україні стрічка з'явилась у кінотеатрах 26 листопада цього ж року.
Автор українського перекладу — Сергій SKA Ковальчук.

## Сюжет
Молода Вікторія — це романтична драма, що висвітлює події з життя королеви Вікторії до і після її коронації. Сюжет зосереджується на її ранньому правлінні і романі з принцом Альбертом у 1830-х.

## У фільмі знімались
- Емілі Блант — Королева Вікторія
- Руперт Френд — Принц Альберт
- Міранда Річардсон — Вікторія Саксен-Кобург-Заальфельдська
- Марк Стронг — Сір Джон Конрой
- Джим Бродбент — Король Вільгельм IV
- Гарріет Вальтер — Королева Аделаїда
- Пол Беттані — Вільям Лем, 2-й віконт Мельбурн
- Томас Кречманн — Король Леопольд I
- Джеспер Крстенсен — Крістіан Фрідріх
- Джанетте Гейн — Баронесса Луїз Легзен
- Джуліан Гловер — Артур Веллслі
- Майкл Малоні — Сір Роберт Піль
- Майкл Гуйсман — Ернст II (герцог Саксен-Кобург-Готський)
- Джонні Лайн-Піркіс — Принц Ернст Август I
- Ліам Скотт — Август Фредерік, герцог Сассекський
- Дейв A. Гевітт — Генрі Говард, 13-й герцог Норфолкський
- Денні Дальтон — Принц Пруссії
- Софі Робертс — Леді Емма Портман
- Рейчал Стірілінг — Гарріетт Шетрленд-Левюсон-Говер
- Родді Вевер — Вільям IV
- Девід Робб — член палати общин Великої Британії
- Принцеса Беатріс Йоркська — фрейліна[4]

## Саундтрек
Музика до фільму композитора Ілана Ешхері була номінована на премію Айвор Новелло в категорії 'Найкраща музика до фільму'. Саундтрек, був представлений компанією EMI і включав наступні композиції:
1. Childhood
2. Go To England Make Her Smile (Albert's Theme)
3. Down The Stairs (Victoria's Theme)
4. King's Birthday, The
5. Swan Song
6. King Is Dead, The
7. Buckingham Palace
8. Lord Melbourne
9. Albert Returns
10. Archery
11. First Waltz, The
12. Rainy Gazebo
13. Letters From Victoria
14. Constitutional Crisis
15. Riot
16. Letters From Albert
17. Marriage Proposal
18. Honeymoon
19. Assassin
20. Victoria And Albert
21. Only You - Шінейд О'Коннор